# Majayjay

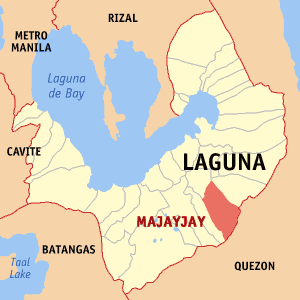
Bản đồ Laguna với vị trí của Majayjay

Majayjay là một đô thị hạng 4 ở tỉnh Laguna, Philippines. Đô thị này tọa lạc tại chân núi Banahaw, ở khu vực 1000 foot trên mực nước biển. Cự ly 120 km về phía nam Manila, đô thị này giáp đô thị Majayjay về phía bắc, Lucban ở tỉnh Quezon về phía nam, Luisiana về phía đông, và Liliw về phía tây. Theo điều tra dân số năm 2000 của Philipin, đô thị này có dân số 22.159 người trong 4.978 hộ.

## Các đơn vị hành chính
Majayjay được chia ra 40 barangay.
| - Amonoy - Bakia - Bukal - Balanac - Balayong - Banilad - Banti - Bitaoy - Botocan - Burgos - Burol - Coralao - Gagalot - Ibabang Banga | - Ibabang Bayucain - Ilayang Banga - Ilayang Bayucain - Isabang - Malabog - Malinao - May-It - Munting Kawayan - Oobi - Olla - Origuel - Panalaban - Panglan - Pangil | - Piit - Pook - Rizal - San Francisco - San Isidro - San Miguel - San Roque - Santa Catalina - Suba - Tanawan - Taytay - Talortor - Villa Nogales |